# Robert Van Damme
Robert Van Damme, właśc. Robert Kovařík (ur. 11 sierpnia 1969 w Prościejowie) − czesko−amerykański aktor filmów pornograficznych i model erotyczny. 
Jego pseudonim pochodzi od nazwiska belgijskiego aktora filmów akcji Jean-Claude’a Van Damme’a.

## Życiorys
Jako zawodowy hokeista grał w barwach drużyny HC Prostějov w rozgrywkach 1. ligi czeskiej.
Jego kariera w branży porno rozpoczęła się po tym, jak został dostrzeżony przez pracownika Big Blue Productions (Arena). W 2004 zadebiutował na amerykańskim rynku pornograficznym w dominującej roli jako aktyw w Musclemen Moving Company, Inc. z Jasonem Hawke. Następnie zagrał w kolejnych produkcjach dystrybuowanych przez Blue Blake Productions, w tym Cowboy Rides Again (2004) w scenie z Billym Frankiem, z którym wystąpił jeszcze w Young Gods (2005). W 2005 nakręcił scenę seksu grupowego w pełnometrażowym filmie Mustang/Falcon Studios The Hunted. Reżyserował także dla Hot House Entertainment, David Forest Entertainment i Lucas Entertainment. Za występ w filmie Plain Wrapped Trunks 2 (2006) był nominowany do nagrody Grabby, a za udział w Paladin Video Hungry 4 Sex 2 (2007) był nominowany do GayVN Award. Wystąpił jako policjant w produkcji Plain Wrapped Sprawiedliwość (Justice, 2006).

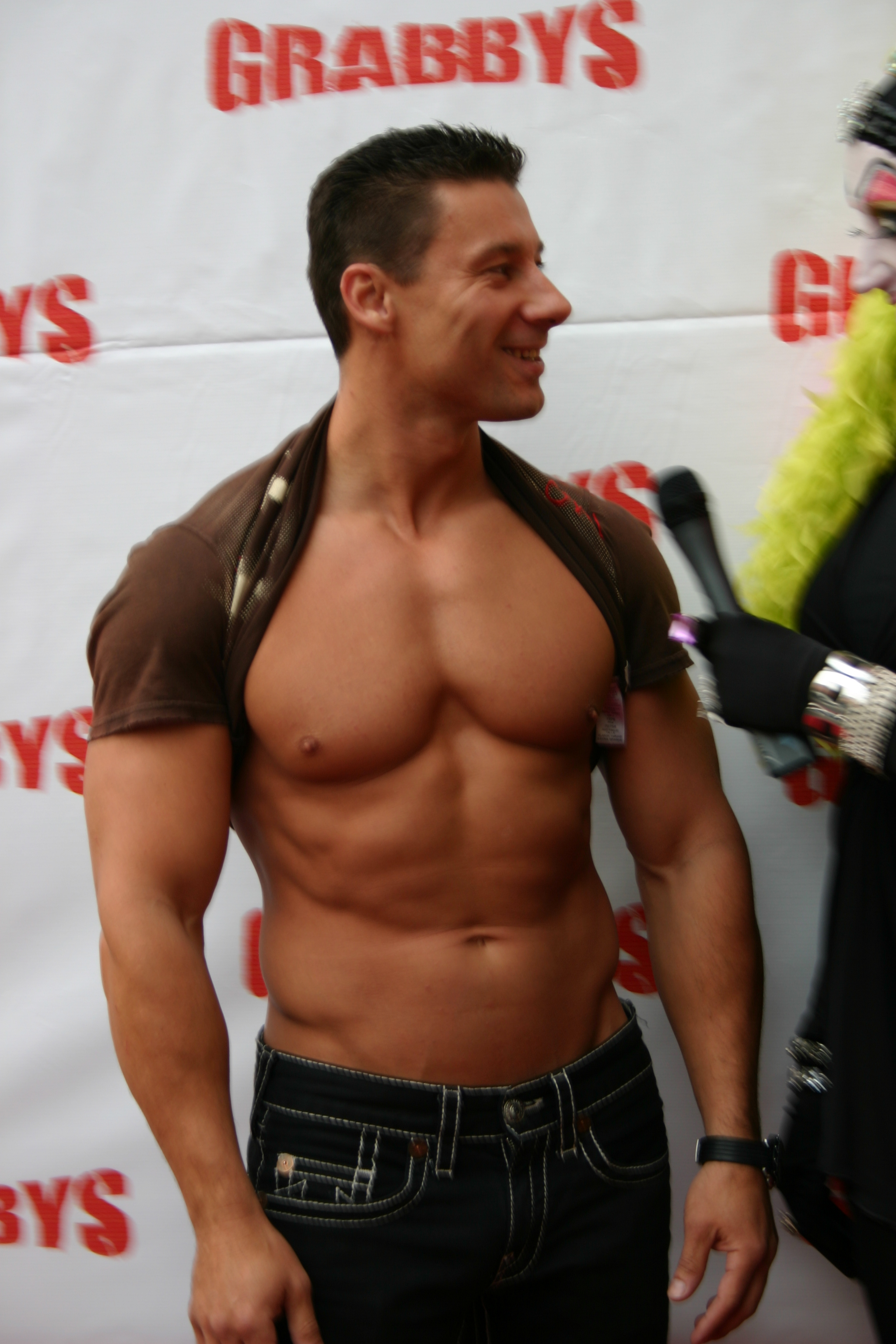
Van Damme na gali rozdania nagród Grabby 2009

W lutym 2009 uruchomił własne studio produkcyjne Robert Van Damme Productions / RVD Films LLC, w którym reżyserował i produkował filmy pornograficzne. W tym samym roku po raz pierwszy wystąpił jako pasyw w scenie z Tylerem Saintem w filmie Robert Van Damme’s Private Party 3 (2009).
Znalazł się na okładkach magazynów: „Men” (w grudniu 2004, we wrześniu 2005, w styczniu 2006), „Unzipped” (w listopadzie 2006), „Honcho” (w czerwcu 2006, w sierpniu 2006, w listopadzie 2007), „Torso” (w czerwcu 2005, w grudniu 2007, w kwietniu 2008), „Jock” (w lipcu 2006), „Blueboy” (w październiku 2005) i „Xxx Showcase” (tom 13 nr 11, tom 14 nr 01).

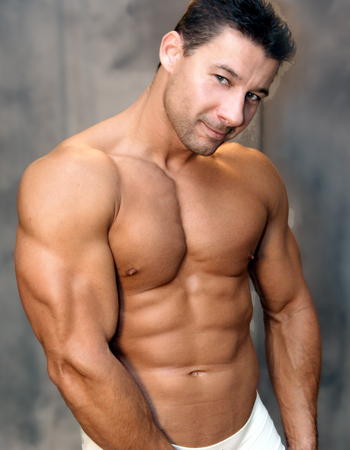
Robert Van Damme (2009)

### Procesy sądowe
W Czechach był szefem lokalnej grupy przestępczej odpowiedzialnej za szereg napadów i kradzieży. W listopadzie 1999 wycelował pistolet w kierowcę i zmusił go, żeby się zatrzymał i wysiadł, następnie wsiadł do samochodu i pojechał w kierunku Prostějova. W marcu 2000 zaatakował pojazd pancerny, który przewoził pieniądze z banku, kierowca został trafiony w głowę i klatkę piersiową, a gang zdołał ukraść 2,3 mln koron. W 2003, w oczekiwaniu na europejski nakaz aresztowania, uciekł do Stanów Zjednoczonych.  W 2006 został skazany na 10 lat pozbawienia wolności zaocznie przez sąd w Brnie, który wydał międzynarodowy nakaz aresztowania. W 2008 został ponownie skazany na 10 lat przez sąd w Ostrawie.
Amerykańska policja dwukrotnie aresztowała Van Damme'a, pierwszy raz z powodu przemocy domowej w maju 2010 i po raz drugi w lipcu 2012. Sąd Okręgowy w Brnie wydał międzynarodowy nakaz aresztowania za przestępstwa rozboju i kradzieże, stając się jednym z 10 najbardziej poszukiwanych czeskich kryminalistów. W maju 2013 został wydany i wrócił do Czech. W marcu 2014 został skazany na dziewięć lat więzienia.

## Życie prywatne
Był żonaty z Mimi Letuską. Ich córka, Barbora Kovaříková (ur. 5 czerwca 1986), w latach 2008-2014 pod pseudonimem Nataly wystąpiła w blisko 80 filmach porno i otrzymała dwie nominacje do AVN Award i XBIZ Award za najlepszą scenę seksu w produkcji Video Marc Dorcel Inglorious Bitches (2011).

## Nagrody i nominacje
| Rok  | Nagroda                           | Kategoria                                   | Film                | Inni wykonawcy               | Rezultat  |
| ---- | --------------------------------- | ------------------------------------------- | ------------------- | ---------------------------- | --------- |
| 2007 | Grabby Award                      | Najlepsza scena ejakulacji                  | Trunks 2 (2006)     | Jason Kingsley i Jason Ridge | Nominacja |
| 2008 | GayVN Award                       | Najlepsza scena seksu                       | Hungry4sex 2 (2007) | Eric Hung                    | Nominacja |
| 2009 | Hookie International Escort Award | Najlepsza gwiazda porno eskortowana         | –                   | –                            | Nominacja |
| 2009 | Hookie International Escort Award | Najlepsza osobowość internetowa eskortowana | –                   | –                            | Nominacja |
| 2009 | Grabby Award                      | Wall of Fame                                | –                   | –                            | Wygrana   |